# Бермет Дуванаєва
Бермет Дуванаєва (нар. 28 січня 1988) — колишня киргизька тенісистка.
Найвищу одиночну позицію світового рейтингу — 449 місце досягла 30 липня 2012, парну — 820 місце — 13 вересня 2010 року.
Здобула 1 одиночний титул туру ITF.

## Фінали ITF

### Одиночний розряд: 3 (1–2)
| Легенда          |
| ---------------- |
| Турніри $100,000 |
| Турніри $75,000  |
| Турніри $50,000  |
| Турніри $25,000  |
| Турніри $10,000  |

| Фінали за покриттям |
| ------------------- |
| Тверде (0–2)        |
| Ґрунт (1–0)         |
| Трава (0–0)         |
| Килим (0–0)         |

| Результат | W–L | Дата     | Турнір                | Рівень | Покриття   | Суперниця             | Рахунок       |
| --------- | --- | -------- | --------------------- | ------ | ---------- | --------------------- | ------------- |
| Перемога  | 1–0 | Сер 2011 | ITF Шарлеруа, Бельгія | 10,000 | Ґрунт      | Мартина Гледачева     | 2–6, 7–5, 6–1 |
| Поразка   | 1–1 | Жов 2011 | ITF Алмати, Казахстан | 10,000 | Тверде (i) | Олександра Артамонова | 4–6, 6–2, 3–6 |
| Поразка   | 1–2 | Лип 2012 | ITF Ізмір, Туреччина  | 10,000 | Тверде     | Юлія Калабіна         | 6–4, 2–6, 3–6 |

## Участь у Кубку Федерації

### Одиночний розряд
| Розіграш                                | Стадія | Дата          | Місце                  | Супротивник  | Покриття   | Суперниця               | W/L | Рахунок       |
| --------------------------------------- | ------ | ------------- | ---------------------- | ------------ | ---------- | ----------------------- | --- | ------------- |
| 2010 Fed Cup Asia/Oceania Zone Group II | R/R    | 3 лютого 2010 | Куала-Лумпур, Малайзія | Philippines  | Тверде     | Michelle Pang           | W   | 6–2, 6–1      |
| 2010 Fed Cup Asia/Oceania Zone Group II | R/R    | 4 лютого 2010 | Куала-Лумпур, Малайзія | Syria        | Тверде     | Kim Sadi                | W   | 6–1, 6–1      |
| 2010 Fed Cup Asia/Oceania Zone Group II | R/R    | 5 лютого 2010 | Куала-Лумпур, Малайзія | Гонконг      | Тверде     | Ян Цзи-jun              | L   | 1–6, 7–5, 1–6 |
| 2010 Fed Cup Asia/Oceania Zone Group II | P/O    | 6 лютого 2010 | Куала-Лумпур, Малайзія | India        | Тверде     | Рушмі Чакравартхі       | L   | 4–6, 6–1, 3–6 |
| 2012 Fed Cup Asia/Oceania Zone Group II | R/R    | 30 січня 2012 | Шеньчжень, КНР         | Pakistan     | Тверде     | Саба Азіз               | W   | 6–1, 6–1      |
| 2012 Fed Cup Asia/Oceania Zone Group II | R/R    | 1 лютого 2012 | Шеньчжень, КНР         | Сінгапур     | Тверде     | Geraldine Ang           | W   | 6–0, 6–1      |
| 2012 Fed Cup Asia/Oceania Zone Group II | R/R    | 2 лютого 2012 | Шеньчжень, КНР         | Sri Lanka    | Тверде     | Thisuri Molligoda       | W   | 6–0, 6–3      |
| 2012 Fed Cup Asia/Oceania Zone Group II | R/R    | 3 лютого 2012 | Шеньчжень, КНР         | Гонконг      | Тверде     | Чжан Лін                | W   | 6–3, 4–6, 6–1 |
| 2012 Fed Cup Asia/Oceania Zone Group II | P/O    | 4 лютого 2012 | Шеньчжень, КНР         | Philippines  | Тверде     | Tamitha Nguyen          | W   | 6–4, 6–3      |
| 2013 Fed Cup Asia/Oceania Zone Group II | R/R    | 4 лютого 2013 | Нур-Султан, Казахстан  | Pakistan     | Тверде (i) | Ushna Suhail            | W   | 6–1, 6–1      |
| 2013 Fed Cup Asia/Oceania Zone Group II | R/R    | 5 лютого 2013 | Нур-Султан, Казахстан  | Malaysia     | Тверде (i) | Тейвія Сельвараджу      | W   | 6–1, 6–1      |
| 2013 Fed Cup Asia/Oceania Zone Group II | R/R    | 6 лютого 2013 | Нур-Султан, Казахстан  | Indonesia    | Тверде (i) | Аю-Фані Дамаянті        | L   | 6–3, 3–6, 4–6 |
| 2013 Fed Cup Asia/Oceania Zone Group II | R/R    | 7 лютого 2013 | Нур-Султан, Казахстан  | Iran         | Тверде (i) | Ghazaleh Torkaman       | W   | 6–1, 6–4      |
| 2013 Fed Cup Asia/Oceania Zone Group II | R/R    | 8 лютого 2013 | Нур-Султан, Казахстан  | Philippines  | Тверде (i) | Anna Clarice Patrimonio | W   | 6–2, 6–3      |
| 2013 Fed Cup Asia/Oceania Zone Group II | P/O    | 9 лютого 2013 | Нур-Султан, Казахстан  | Turkmenistan | Тверде (i) | Анастасія Пренко        | L   | 3–6, 6–3, 0–6 |

### Парний розряд
| Розіграш                                | Стадія | Дата          | Місце                  | Супротивник | Покриття   | Партнерка                 | Суперниці                                     | W/L | Рахунок       |
| --------------------------------------- | ------ | ------------- | ---------------------- | ----------- | ---------- | ------------------------- | --------------------------------------------- | --- | ------------- |
| 2010 Fed Cup Asia/Oceania Zone Group II | R/R    | 3 лютого 2010 | Куала-Лумпур, Малайзія | Philippines | Тверде     | Ксенія Палкіна            | Anna Christine Patrimonio Marinel Rudas       | W   | 6–2, 6–1      |
| 2010 Fed Cup Asia/Oceania Zone Group II | R/R    | 5 лютого 2010 | Куала-Лумпур, Малайзія | Гонконг     | Тверде     | Палкіна Ксенія Миколаївна | Ян Цзи-jun Чжан Лін                           | W   | 7–5, 7–5      |
| 2010 Fed Cup Asia/Oceania Zone Group II | P/O    | 6 лютого 2010 | Куала-Лумпур, Малайзія | India       | Тверде     | Nelli Buyuklianova        | Санаа Бгамбрі Рушмі Чакравартхі               | L   | 0–6, 0–1 ret. |
| 2012 Fed Cup Asia/Oceania Zone Group II | R/R    | 30 січня 2012 | Шеньчжень, КНР         | Pakistan    | Тверде     | Inna Volkovich            | Sara Mansoor Ushna Suhail                     | W   | 7–5, 6–0      |
| 2012 Fed Cup Asia/Oceania Zone Group II | R/R    | 2 лютого 2012 | Шеньчжень, КНР         | Sri Lanka   | Тверде     | Zhamilia Duisheeva        | Nilushi Fernando Roshenka Fernando            | W   | 6–0, 6–3      |
| 2012 Fed Cup Asia/Oceania Zone Group II | R/R    | 3 лютого 2012 | Шеньчжень, КНР         | Гонконг     | Тверде     | Inna Volkovich            | Ян Цзи-jung Чжан Лін                          | L   | 1–6, 1–6      |
| 2013 Fed Cup Asia/Oceania Zone Group II | R/R    | 4 лютого 2013 | Нур-Султан, Казахстан  | Pakistan    | Тверде (i) | Arina Beliaeva            | Iman Qureshi Ushna Suhail                     | W   | 6–0, 6–2      |
| 2013 Fed Cup Asia/Oceania Zone Group II | R/R    | 5 лютого 2013 | Нур-Султан, Казахстан  | Malaysia    | Тверде (i) | Arina Beliaeva            | Асліна Чуа Тейвія Сельвараджу                 | L   | 6–2, 4–6, 2–6 |
| 2013 Fed Cup Asia/Oceania Zone Group II | R/R    | 8 лютого 2013 | Нур-Султан, Казахстан  | Philippines | Тверде (i) | Arina Beliaeva            | Marian Jade Capadocia Anna Clarice Patrimonio | L   | 5–7, 5–7      |